# 7217 Dacke
För andra betydelser, se Dacke (olika betydelser).
7217 Dacke eller 1979 QX3 är en asteroid i huvudbältet som upptäcktes den 22 augusti 1979 av den svenske astronomen Claes-Ingvar Lagerkvist vid La Silla-observatoriet i Chile. Den är uppkallad efter den svenske upprorsledaren Nils Dacke.
Asteroiden har en diameter på ungefär 24 kilometer.